# アウエルバッハ神経叢

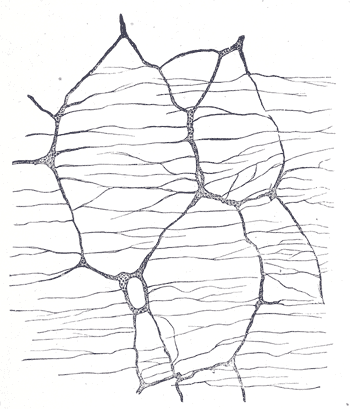
ウサギのアウエルバッハ神経叢

アウエルバッハ神経叢（アウエルバッハしんけいそう、英語: Auerbach's plexus, ドイツ語: Auerbach-Plexus）は、腸管神経系の一部である。消化管の縦走筋層と輪走筋層との間に位置し、このふたつの筋層に運動刺激を、また粘膜に分泌刺激を及ぼす。アウエルバッハ神経叢は交感神経線維と副交感神経線維の両方を有するのに対し、マイスナー神経叢は副交感神経線維のみを有する。筋層間神経叢（きんそうかんしんけいそう）とも。
この神経叢は延髄の迷走神経三角から延展している。神経線維は前神経幹と後神経幹のいずれをも走行する。この神経叢は食道、胃、小腸と大腸の筋肉内にみられる。
筋層間神経叢は、消化管の主要な支配神経であり、消化管の運動性を調節するはたらきをしている。

## 名称の由来
筋層間神経叢は、この神経叢をはじめて文献に記したレオポルト・アウエルバッハにちなみ「アウエルバッハ神経叢」と呼ばれている。